# Hypolimnas astra
Hypolimnas astra är en fjärilsart som beskrevs av Hans Fruhstorfer 1912. Hypolimnas astra ingår i släktet Hypolimnas och familjen praktfjärilar. Inga underarter finns listade i Catalogue of Life.